# Eijudō Hibino à soixante et onze ans
Eijudō Hibino à soixante et onze ans est le titre d'une estampe ukiyo-e imprimée vers 1799 par Utagawa Toyokuni I. D'après les inscriptions qu'elle porte, l'impression a été produite pour célébrer les soixante et onze ans du sujet représenté, l'éditeur d'estampes Nishimuraya Yohachi I. L'estampe fait partie de la collection permanente d'art du Japon du Musée royal de l'Ontario au Canada.

## Utagawa Toyokuni I
Utagawa Toyokuni (歌川豐國), aussi connu sous le nom Toyokuni I, est le deuxième chef de l'école Utagawa et l'un des plus influents et prolifiques créateurs d'estampes de l'époque d'Edo. Dès son adolescence, il est apprenti auprès d'Utagawa Toyoharu ce qui lui donne la possibilité d'étudier le style de son mentor ainsi que ceux de Chōbunsai Eishi, Utamaro et Eishōsai Chōki. Il obtient ses plus grands succès commerciaux dans les genres bijin-ga (images de belle femmes) et, de façon plus significative, kabuki-e et yakusha-e (images de scène du théâtre kabuki et d'acteurs de ce répertoire). Ce dernier genre constitue l'« immense majorité » de sa production.
Son style est loué pour ses « lignes puissantes et vives », ses « saisissants contrastes de couleurs », son « emphase décorative » et ses « conceptions élégantes et audacieuses ». Il est crédité pour son innovation de formats polyptyques et la formation d'élèves de premier plan dont Kunisada et Kuniyoshi. Cependant, l'abondance découlant de son succès semble avoir eu des répercussions négatives. Le consensus contemporain est que la qualité de son travail tardif « montre un déclin marqué » et même « dégénère souvent en pur grotesque ».
Certains soutiennent que son talent était « essentiellement d'imitation », résultant plus de l'étude que d'un « génie intuitif ».

## Nishimuraya Yohachi
Nishimuraya Yohachi (dates inconnues) est l'un des principaux éditeurs d'estampes de la fin du XVIIIe siècle. Il est le fondateur de la maison d'édition Nishimuraya Yohachi, aussi appelée Nishiyo (西与) installée dans la rue Bakurochō Nichōme de Nihonbashi sous le nom de « boutique Eijudō ». Les dates exactes de la société ne sont pas bien définies mais de nombreux historiens de l'art datent son activité entre c. 1751 et 1860,.
Selon Andreas Marks, le succès de Nishimuraya s'explique par « l'embauche des meilleurs artistes et la fourniture d'une large gamme d'impressions en vue de satisfaire l'intérêt du public ». Une des productions les plus importantes de la maison sont les Trente-six vues du mont Fuji de Hokusaï, parues entre c. 1830 et 1833. Outre Hokusai et Toyokuni I, Nishimuraya Yohachi publie des impressions de  Chōbunsai Eishi, Utagawa Kuniyasu et Utagawa Kunisada. La boutique de Nishimuraya est immortalisée sur la gravure publiée en 1787, « Scène d'acheteurs d'impression à la boutique de Nishimuraya Yohachi (Eijudou) le jour du Nouvel An » de Torii Kiyonaga (1752-1815).

## Détails de l'estampe

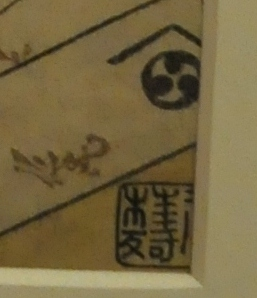
Nishimuraya mitsu tomoe, marque de l'éditeur au-dessus du sceau

- Medium : nishiki-e estampe sur papier.
- Taille : oban
- Format : tate-e
- Titre japonais : aucun
- Titre de l'exposition : Portrait de l'éditeur Eijūdō Hibino à soixante et onze ans[23].
- Sujet : célébration de la 71e année de Nishimuraya Yohachi.
- Texte : ichi fuji ni/ ni taka iro yoshi/ san nasubi (« premier Fuji/ second un faucon de belle couleur/ troisième une aubergine »); en haut à gauche de l'impression
- Inscription : nanajūissai/ Eijūdō Hibino (七十一翁永寿堂日比野) ; bord inférieur gauche.
- Signature : Toyokuni ga (豊国画), bord inférieur droit (obscurci par mat)
- Marque de l'éditeur : Mitsu tomoe (Nishimuraya Yohachi)[24] bord inférieur juste en dessous de la signature.
- Sceau de l'éditeur : Eiju han (Nishimuraya Yohachi - 西村屋与八), coin inférieur droit (partiellement obscurci par mat)
- Sceau de la censure : aucun
- Sceau de date : aucun
- Genre : portrait
- Crédit : don de Sir Edmund Walker

### Image
L'estampe représente Nishimuraya Yohachi âgé de soixante et onze ans, assis sur son matelas et s’apprêtant à se coucher en face d'un paravent peint byōbu (屏風). Il est habillé formellement dans un manteau d'hiver haori et kimono, tous deux décorés d'un motif de caractères répétés 寿 (kotobuki). Non seulement ce caractère signifie-t-il « longévité » mais c'est également le second caractère dans Eijudō (永寿堂), le nom de la boutique de Nishimuraya.
Sur ses genoux, il tient un éventail plié. Il est assis devant un petit pupitre de laque noire arborant le logo mitsu tomoe représentant sa maison d'édition. Reposant sur le pupitre est un livre ouvert sur lequel le regard de Nishimuraya est au repos. Étant donné l'éventail et sa posture, il est probable qu'il se livre à la convention du Nouvel An de récitation de pièces du répertoire nô, indication intentionnelle de l'élégance et de l'érudition de cet « homme de goût ».

### Texte & symbolisme
Le texte figurant dans la partie supérieure gauche de l'impression reprend un vers ou proverbe populaire relatif au Nouvel An japonais :
- 一富士に (Ichi Fuji ni) : premier, Fuji.
- 二鷹 (ni taka) : deuxième, un faucon[28].
- 色よし (iro yoshi) : de bonne couleur,
- 三茄子 (san nasubi) : troisième, une aubergine.

L'imagerie du vers se retrouve dans le dessin du paravent qui présente un aperçu du mont Fuji, un faucon qui prend son envol et une aubergine. Ces trois éléments appartiennent au hatsuyume (初夢) ou tradition du « premier rêve », croyance selon laquelle, vu dans cet ordre au cours du premier rêve de l'année, ces éléments augurent d'une bonne fortune pour l'année à venir. C'est une notion populaire au milieu du XVIIe siècle et un motif commun des gravures et peintures de cette période. Ces images continuent de paraître encore de nos jours sur les cartes de vœux du Nouvel An (nengajō - 年賀状).
Le caractère de bon augure de ces objets peut être attribué à divers facteurs. Dans le Japon de l'époque d'Edo, les faucons sont considérés comme des « emblèmes naturels de la classe de guerrier japonais en raison de leur vue perçante, de leur nature prédatrice et de leur audace ». L'homophone 高 (taka) signifie « grand » ou « élevé ». L'aubergine a longtemps été considérée comme possédant des associations avec la fertilité et est également homophone de 成す (nasu), « accomplir; atteindre, réussir ». « Fuji » (富士), lorsqu'écrit avec les kanji homophones 不 (fu - pas/ non -) et 死 (ji - mort), peut être interprété comme signifiant « immortalité ». Prise en groupe, la combinaison des syllabes fuji, taka, nasu peut aussi être lue comme homophones de « succès sans précédent ».
Certains historiens ont suggéré que la calligraphie du texte et même les images de fond sur le paravent peuvent avoir été réalisées par Nishimuraya Yohachi lui-même. Selon le Musée des arts appliqués (Francfort), la participation de Nishimuraya se devine par le fait qu'un kakihan (書判 ou paraphe [sic] suit la signature d'Eijudō.

### Fuji-kō
On sait que Nishimuraya Yohachi a été membre du Fuji-kō, culte de l'époque d'Edo consacré au mont Fuji. Fondé par un ascète nommé Hasegawa Kakugyō (1541-1646), le culte vénérait la montagne comme une divinité femelle et encourageait ses membres à la gravir. Ce faisant, ils renaîtraient « purifiés et... en mesure de trouver le bonheur ». Le culte a décliné au cours de l'ère Meiji et, s'il se perpétue de nos jours, il a été englobé dans les sectes shintō.
L'association de l'éditeur avec le Fuji-kō donne des indices non seulement sur l'imagerie dans son portrait mais aussi sur son empressement à participer à la production de la série de Hokusai célébrant le mont Fuji.

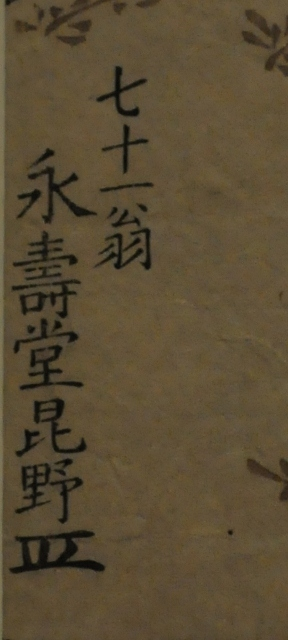
Âge 71/ Eijūdō Hibino

### Commémoration
De nombreux historiens d'art suggèrent que le portrait était probablement une commande privée à partir du contenu de l'impression et le fait qu'elle n'a pas de kiwame-in, sceau de censure. La raison précise de la production de l'estampe est moins claire cependant. Certains la décrivent comme un cadeau de Nouvel An de l'éditeur à des amis, d'autres estiment qu'elle a été créée pour « célébrer à la fois le Nouvel An et la longévité de Nishimura ». D'autres encore pensent qu'il s'agit de saluer le 71e anniversaire de Nishimuraya. Il est également possible qu'il a été créée pour commémorer l'expérience qu'a faite l'éditeur d'un hatsuyume.
Ce qui est assez universellement accepté est qu'il s'agit d'un travail très rare et remarquable, étant « l'un des rares ichimai-e [gravures à feuille unique] du XVIIIe siècle à ne représenter ni une bijin ni un acteur ». Il existe un genre de l'ukiyo-e appelé shini-e consacrée à la commémoration des défunts, en particulier des artistes. À l'opposé, le genre nigao-e (« images ressemblantes ») est consacré aux portraits — souvent des saisies rapides de tête — essentiellement d'acteurs. Il n'y a cependant pas, au sein de l'univers des ukiyo-e de l'époque d'Edo, de tradition de portraits personnels de non-célébrités comme celui de cette impression.

### Date
Le Musée royal de l'Ontario date l'estampe de c. 1799, ce qui est en ligne avec les données fournies par le Musée des beaux-arts de Boston et le Musée des arts appliqués (Francfort). Tant le Honolulu Museum of Art et le British Museum datent l'impression un peu plus tôt à 1797-1798. L'Institut d'art de Chicago rétrécit la date à 1798.
Les historiens d'art sont également divisés dans leurs estimations de l'âge de l'estampe. Clark croit que l'impression doit dater de 1797-1798 sur la base de la similitude de sa signature à celles des autres œuvres connues pour être de cette période. Volker la situe vers 1790 tandis que Newland décrit l'image comme ayant été produite « dans les années 1790 ».

### Provenance
L'estampe a été donnée au Musée royal de l'Ontario par Sir Edmund Walker (1848–1924), président de longue date de la Banque canadienne de commerce (en) et premier président du conseil d'administration du musée. Walker a commencé à réunir des pièces d'art japonais dans les années 1870 ce qui a fait de lui un des premiers collectionneurs d'Amérique du Nord. Il a acheté de nombreuses pièces à New York dans les années 1870 et 80 et pendant un voyage à Londres en 1909. En 1919, après avoir voyagé au Japon, en Chine et en Corée, il est nommé Consul général honoraire du Japon pour Toronto.

## Copies dans d'autres collections

### Musée des beaux-arts de Boston
- Titre : Eijudô Hibino (éditeur Nishimuraya Yohachi) à soixante et onze ans (Nanajû-ichi ô Eijudô Hibino)[45].
- Date : époque d'Edo, c. 1799 (Kansei 11)
- Numéro : 06.1059
- Provenance: March 8, 1906; don de Denman Waldo Ross
- Crédit : collection Denman Waldo Ross
- Statut : Non exposée

### Honolulu Museum of Art
- Titre : Portrait de l'éditeur Nishimuraya Yohachi I à son soixante et onzième anniversaire[46].
- Date : c. 1797-1798
- Numéro : 21803
- Provenance :  1991; don de James A. Michener

### British Museum
- Titre : Portrait mémorial de Konno des presses Eijudo à l'âge de 71 ans[47].
- Date : 1797-1798
- Numéro : 1921,0216,0.3
- Provenance : 1921; achetée à Kato Shozo (加藤章造)

### Musée des arts appliqués (Francfort)
- Titre : Le vieil Eijudō Hibino à soixante et onze ans (Portrait de l'éditeur Nishimuraya Yohachi)[48].
- Date : 1799
- Provenance : 2013; collection Otto Riese
- Crédit : collection Otto Riese
- Statut : Non exposée

### Musée d'Edo-Tokyo
- Titre : Portrait de l'éditeur Eijūdō Hibino (Nishimuraya Yohachi)[49].
- Numéro : 96200353

### Art Institute of Chicago
- Titre : Portrait d'Eijūdō à soixante et onze ans[50].
- Date : 1798
- Numéro : 1925.3144
- Provenance : 1925; Clarence Buckingham
- Crédit : collection Clarence Buckingham
- Statut : Non exposée